# نوبخت اهوازی
نوبخت اندیشمند ایرانی سده دوم هجری و نیای خاندان نوبختی است. وی منجم منصور، خلیفه عباسی، بود. او در ابتدا زرتشتی بود و سپس مسلمان شد.
نوبخت اهوازی به همراه پسرانش، ستاره‌شناسانی اهل اهواز بودند که در سده های هشتم و نهم میلادی می‌زیستند. نوبخت همچنین یکی از طراحان شهر بغداد بود. نوبخت و پسرانش که اصالتاً زرتشتی بودند، به اسلام گرویدند و به عنوان مترجمان پهلوی دربار عباسی استخدام شدند.‌
افراد خاندان نوبختی خود را به گیو فرزند گودرز، پهلوان نامی معروف منتسب داشتند، چنانکه ابوعُباده بُحْتُری شاعر معروف در ۲ قصیده که در مدح و ستایش دو تن از افراد این خاندان سروده، آنان را به جوذرز (گودرز) و بیب (گیو) منسوب داشته است.

## زندگی به عنوان یک ستاره شناس درباری
نوبخت برجسته‌ترین ستاره‌شناس دربار منصور، خلیفه عباسی، بود. او پس از پیش‌بینی موفقیت‌آمیز به قدرت رسیدن منصور به عنوان خلیفه، به این مقام رسید. منجم‌های دیگری نیز در دربار حضور داشتند، از جمله ماشاءالله (متوفی حدود 199/815 یا 204/820) که به نوبخت در واکاوی ستارگان و تعیین مبارک‌ترین تاریخ و زمان برای بنیانگذاری پایتخت جدید، شهر مدور «مدینة السلام» که از نظر تاریخی با نام بغداد شناخته می‌شود، کمک کرد.
گفته می‌شود نوبخت، در حالی که عضوی از دربار منصور بود، پیروزی خلیفه بر ابراهیم بن عبدالله را که به همراه برادرش علیه حکومت عباسیان شورش کرده بود، به درستی پیش‌بینی کرد. نوبخت علاوه بر پیروزی منصور، مرگ ابراهیم را نیز پیش‌بینی کرده بود. بنا به گزارش‌ها، نوبخت چنان به دقت محاسبات خود اطمینان داشت که داوطلبانه حاضر شد تا زمان اعلام نتیجه درگیری بین ابراهیم و ارتش عباسی زندانی شود و در صورت اشتباه، با اعدام خود موافقت کرد.
گمان می‌رود که بخشی از دوران کاری نوبخت شامل ترجمه آثار علمی از پارسی میانه به عربی بوده است و رساله فی سرائر احکام النجوم (رساله‌ای در اسرار طالع‌بینی، نسخه خطی منتشر نشده) به او نسبت داده می‌شود، اگرچه این انتساب هنوز تأیید نشده است.
المنصور به عنوان اقطاع (زمین‌های اهدایی خلیفه در ازای خدمت) دو هزار جریب زمین در جنوب بغداد را به منجم هدیه داد.

## نوادگان
نوبخت علاوه بر اینکه به عنوان یک ستاره‌شناس با نفوذ در دوره عباسی شناخته می‌شود، به عنوان پدر و جد خانواده ای بسیار موفق تحت حکومت عباسیان و به عنوان بخشی از دربار نیز شناخته می‌شود. منابع مختلف از نوبخت به عنوان جد دودمان منجمان درباری یاد می کنند و بدین ترتیب موقعیت خانواده اش را با موفقیت بالا می برد.
برخی از اعضای برجسته این خانواده عبارتند از:
- ابوسهل فضل پسر نوبخت – جانشین بلافصل نوبخت به عنوان اخترشناس درباری برای المنصور، معروف است که ابوسهل به عنوان مترجم در «حضرت الحکمة القراء» نیز کار می کرد.  جانشینان منصور، هارون الرشید.  سه تن از پسران ابوسهل به نام‌های عبدالله، اسماعیل و ابوالعباس فضل همگی به عنوان ستاره‌شناسان درباری برای مأمون خدمت می‌کردند و حامیان ابونواس شاعر بودند و این خاندان نوبختی بودند که بسیاری از اشعار او را حفظ کردند.[۶]
- ابوسهل نوبختی - نخستین تن از نوادگان نوبخت که به طور قاطع می‌توان به‌ عنوان کمک کننده در عقاید شیعه تعیین کرد.  ابوسهل از متکلمان برجسته شیعه امامی اثنی عشری بود، و در حالی که این خانواده به وفاداری و تأثیرگذاری بر تشیع اثنی عشری مشهور است، پیش از مشارکت های ابوسهل، تشخیص رابطه خانواده با این فرقه دشوار است.
- حسن بن موسی نوبختی - برادرزاده ابوسهل، همچنین متکلم شیعه و همچنین فیلسوف و ستاره شناس.
- حسین بن روح نوبختی - شاید برجسته ترین فرد از نظر سیاسی خاندان نوبختی، ابن روح، سومین سفیر و نواب اربعه امام دوازدهم[۷]